# Бегинаж
Бегинаж (фр. béguinage) архитектонски је комплекс у коме су се раније налазили бегини, женски лаички хришћански ред. Постоје два типа бегинажа: мале стамбене, неформалне, често сиромашне заједнице које су се појавиле у Европи у 20. вијеку, и „дворски бегинажи” (хол. Begijnhof), много већи и стабилнији тип заједнице који се појавио у Низоземској у првом десетљећу 13. вијека. Неколико њих је наведено на Унесковом списку свјетске баштине. Средином 13. вијека, француски краљ Луј IX основао је бегинаже у Паризу, који су засновани на дворским бегинажима из Низоземске.

## Етимологија
Оксфордов енглески рјечник, цитирајући Шарла ду Френа, наводи да ријечи „бегин” води поријекло од имена Ламберта ле Бега, раног присталице покрета који је умро око 1180. године.

## Опис
Док мали бегинаж обично представља само једну кућу у којој су жене живјеле заједно, Низоземски дворски бегинажи су се обично састојали од једног или више дворишта окружених кућама, укључујући цркву, амбулантни комплекс и одређени број заједничких кућа. Од 12. до 18. вијека, сваки град и већа варош у Низоземској је имала најмање један дворски бегинаж; заједнице су се смањиле и нестале, током 19. и 20. вијека. Оне су окружене зидовима и одвојене од града са неколико капија које су затворене ноћу. Током дана бегини су могли да долазе и одлазе по својој вољи. Бегини су долазили из широког спректра друштвених слојева, иако су заиста сиромашне жене примане само ако имају богатог доброчинитеља који се обавезао да ће да покрије све њене потребе.

## Бегинажи у Белгији
- Арсхот
- Андерлехт
- Антверпен
- Бриж: Тен Вајгарде
- Дендермонде
- Дист
- Диксмојде
- Гент: Свети угао, Нови Сент Елизабет у Синт Амандсбергу и Мали бегинаж
- Хаселт
- Хогстратен
- Лир
- Левен: Велики бегинаж и Мали
- Мехелен: Велики и Мали
- Кортрајк
- Синт Тројден
- Турнаут
- Тонгерен

Тринаест фламанских бегинажа је Унеско навео као дио светске баштине од 1998. године.

## Остали бегинажи
- Бегајнхоф (Амстердам), Холандија
- Бегајнхоф (Утрехт), Холандија
- Бреда, Холандија
- Леуварден, Холандија[3]
- Харлем, Холандија[3]
- Ситард, Холандија[3]
- Бегинаж де ла ру Кентин Баре, Француска[4]
- Бегинаж де Сен Вас, Француска
- Бегинаж, Валансјен, Француска
- Бегинаж, Париз, Француска
- Куће Елм хил, Норвич, УК

## Галерија
- Бегинаж и црква Светог Гиде у Андерлехту
- Бегајхоф, Амстердам
- Бегинаж у Турнауту

- Бегинаж у Брижу
- Бегинаж у Левену
- Бегајнхоф у Бреди